# Associazione Calcio Cesena 1972-1973
Questa voce raccoglie le informazioni riguardanti l'Associazione Calcio Cesena nelle competizioni ufficiali della stagione 1972-1973.

## Stagione
Nella stagione 1972-1973 il Cesena ha disputato il campionato di Serie B, ottenendo 49 punti ed il secondo posto della classifica, salendo così in Serie A con il Genoa che ha vinto il campionato cadetto con 53 punti ed il Foggia che ha raccolto gli stessi 49 punti del Cesena. Sono retrocessi in Serie C il Mantova ed il Monza con 31 punti, ed il Lecco con 25 punti.
In questa stagione la squadra bianconera non partiva con i favori del pronostico, ma strada facendo si è dimostrata la rivelazione del campionato, ed ha ottenuto l'ambito traguardo della promozione in Serie A per la prima volta dalla sua fondazione. Artefice di questo inaspettato successo, il riconfermato allenatore Luigi Radice, dopo la brillante stagione precedente ha avuto una nuova felice partenza, vincendo con il Genoa il girone di andata, raccogliendo 27 punti e poi nel ritorno confermandosi, fino a raggiungere la certezza della promozione il 10 giugno 1973, dopo la vittoria interna (2-1) sul Mantova, con una giornata ancora da disputare. Il miglior marcatore di questa esaltante stagione per i romagnoli è stato Ariedo Braida autore di 13 reti, di cui 9 in campionato e 4 in Coppa Italia, trofeo quest'ultimo dove il Cesena ha disputato, prima del campionato, il quinto girone di qualificazione, vinto dal Bologna con 7 punti, davanti ai cesenati con 5 punti.

## Rosa
| N. |                      | Ruolo | Calciatore           |
| -- | -------------------- | ----- | -------------------- |
|    | Italia (bandiera)    | D     | Paolo Ammoniaci      |
|    | Italia (bandiera)    | D     | Franco Battisodo     |
|    | Italia (bandiera)    | A     | Ariedo Braida        |
|    | Italia (bandiera)    | C     | Francesco Brignani   |
|    | Italia (bandiera)    | A     | Virginio Canzi       |
|    | Italia (bandiera)    | A     | Giovanni Carnevali   |
|    | Italia (bandiera)    | A     | Otello Catania       |
|    | Italia (bandiera)    | D     | Giampiero Ceccarelli |
|    | Argentina (bandiera) | P     | Walter Ciappi        |
|    | Italia (bandiera)    | C     | Battista Festa       |

| N. |                   | Ruolo | Calciatore         |
| -- | ----------------- | ----- | ------------------ |
|    | Italia (bandiera) | D     | Pierluigi Frosio   |
|    | Italia (bandiera) | D     | Enrico Lanzi       |
|    | Italia (bandiera) | P     | Claudio Mantovani  |
|    | Italia (bandiera) | C     | Maurizio Orlandi   |
|    | Italia (bandiera) | D     | Maurizio Pagliacci |
|    | Italia (bandiera) | A     | Mauro Pasqualini   |
|    | Italia (bandiera) | A     | Paolo Righi        |
|    | Italia (bandiera) | C     | Augusto Scala      |
|    | Italia (bandiera) | C     | Gabriele Valentini |
|    | Italia (bandiera) | P     | Luciano Zamparo    |

## Risultati

### Serie B

#### Girone di andata
| Arbitro: | Serafino (Roma) |

|  |           |               |
|  | Marcatori | 76’ Carnevali |

| Arbitro: | Bianchi (Firenze) |

|              |           |            |
| A. Scala 37’ | Marcatori | 49’ Simoni |

| Arbitro: | Trono (Torino) |

|                         |           |  |
| Graziani 37’ Farina 44’ | Marcatori |  |

| Arbitro: | Lazzaroni (Milano) |

|                                    |           |  |
| Colautti 24’ (aut.) Pasqualini 58’ | Marcatori |  |

| Arbitro: | Cantelli (Firenze) |

|             |           |           |
| Sigarini 7’ | Marcatori | 58’ Festa |

| Arbitro: | Marino (Taranto) |

|                               |           |  |
| Braida 12’ Carnevali 52’, 77’ | Marcatori |  |

| Arbitro: | Gialluisi (Barletta) |

|                     |           |                           |
| Vignando 40’ (rig.) | Marcatori | 42’ Ceccarelli 50’ Braida |

| Arbitro: | Branzoni (Pavia) |

|                                        |           |  |
| Spelta 35’ Bonfanti 40’ C. Petrini 79’ | Marcatori |  |

| Arbitro: | Francescon (Padova) |

|                                              |           |  |
| Carnevali 55’ (rig.) A. Scala 66’ Braida 71’ | Marcatori |  |

| Arbitro: | Calì (Roma) |

|                     |           |                |
| Braida 5’ Festa 49’ | Marcatori | 47’ Mascheroni |

| Arbitro: | Mascali (Desenzano del Garda) |

|               |           |                 |
| Cremaschi 19’ | Marcatori | 72’, 81’ Braida |

| Arbitro: | Serafino (Roma) |

|  |           |             |
|  | Marcatori | 40’ Orlandi |

| Arbitro: | Lenardon (Siena) |

|             |           |  |
| Orlandi 37’ | Marcatori |  |

| Arbitro: | Barbaresco (Cormons) |

|            |           |  |
| Ghedin 48’ | Marcatori |  |

| Arbitro: | Cantelli (Firenze) |

|                        |           |            |
| Braida 42’ Catania 68’ | Marcatori | 85’ Comini |

| Arbitro: | Torelli (Milano) |

|             |           |           |
| Panozzo 55’ | Marcatori | 75’ Lanzi |

| Arbitro: | Toselli (Cormons) |

|                              |           |  |
| Carnevali 54’ Pasqualini 80’ | Marcatori |  |

| Arbitro: | Carminati (Milano) |

|             |           |           |
| Cristin 33’ | Marcatori | 62’ Lanzi |

| Cesena 21 gennaio 1973 19ª giornata | Cesena                        | 0 – 0 | Novara | Stadio La Fiorita\| Arbitro: \| Mascali (Desenzano del Garda) \| |
| Arbitro:                            | Mascali (Desenzano del Garda) |       |        |                                                                  |

#### Girone di ritorno
| Arbitro: | Agnolin (Bassano del Grappa) |

|           |           |              |
| Lanzi 64’ | Marcatori | 76’ E. Salvi |

| Arbitro: | Gussoni (Tradate) |

|                        |           |              |
| Manera 53’ (rig.), 71’ | Marcatori | 65’ Brignani |

| Arbitro: | Menegali (Roma) |

|                          |           |  |
| Orlandi 42’ Brignani 74’ | Marcatori |  |

| Arbitro: | Pieroni (Roma) |

|              |           |  |
| Colautti 89’ | Marcatori |  |

| Arbitro: | Giunti (Arezzo) |

|             |           |  |
| Orlandi 57’ | Marcatori |  |

| Lecco 11 marzo 1973 25ª giornata | Lecco            | 0 – 0 | Cesena | Stadio Mario Rigamonti\| Arbitro: \| Gonella (Torino) \| |
| Arbitro:                         | Gonella (Torino) |       |        |                                                          |

| Arbitro: | Monti (Ancona) |

|                      |           |  |
| Carnevali 55’ (rig.) | Marcatori |  |

| Cesena 1º aprile 1973 27ª giornata | Cesena            | 0 – 0 | Catanzaro | Stadio La Fiorita\| Arbitro: \| Toselli (Cormons) \| |
| Arbitro:                           | Toselli (Cormons) |       |           |                                                      |

| Foggia 8 aprile 1973 28ª giornata | Foggia              | 0 – 0 | Cesena | Stadio Pino Zaccheria\| Arbitro: \| Lo Bello (Siracusa) \| |
| Arbitro:                          | Lo Bello (Siracusa) |       |        |                                                            |

| Varese 15 aprile 1973 29ª giornata | Varese          | 0 – 0 | Cesena | Stadio Franco Ossola\| Arbitro: \| Serafino (Roma) \| |
| Arbitro:                           | Serafino (Roma) |       |        |                                                       |

| Cesena 22 aprile 1973 30ª giornata | Cesena          | 0 – 0 | Brindisi | Stadio La Fiorita\| Arbitro: \| Porcelli (Lodi) \| |
| Arbitro:                           | Porcelli (Lodi) |       |          |                                                    |

| Arbitro: | Calì (Roma) |

|            |           |  |
| Braida 50’ | Marcatori |  |

| Monza 6 maggio 1973 32ª giornata | Monza              | 0 – 0 | Cesena | Stadio Gino Alfonso Sada\| Arbitro: \| R. Lattanzi (Roma) \| |
| Arbitro:                         | R. Lattanzi (Roma) |       |        |                                                              |

| Cesena 13 maggio 1973 33ª giornata | Cesena           | 0 – 0 | Catania | Stadio La Fiorita\| Arbitro: \| Casarin (Milano) \| |
| Arbitro:                           | Casarin (Milano) |       |         |                                                     |

| Reggio Calabria 20 maggio 1973 34ª giornata | Reggina          | 0 – 0 | Cesena | Stadio Comunale\| Arbitro: \| Bernardis (Roma) \| |
| Arbitro:                                    | Bernardis (Roma) |       |        |                                                   |

| Arbitro: | Giunti (Arezzo) |

|                          |           |  |
| Braida 30’ Carnevali 74’ | Marcatori |  |

| Perugia 3 giugno 1973 36ª giornata | Perugia       | 0 – 0 | Cesena | Stadio Santa Giuliana\| Arbitro: \| Motta (Monza) \| |
| Arbitro:                           | Motta (Monza) |       |        |                                                      |

| Arbitro: | Monti (Ancona) |

|                                   |           |             |
| A. Scala 58’ Carnevali 78’ (rig.) | Marcatori | 8’ Bertuolo |

| Arbitro: | Lenardon (Siena) |

|                           |           |  |
| Frosio 2’ (aut.) Enzo 81’ | Marcatori |  |

### Coppa Italia

#### Girone 5
| Arbitro: | Frasso (Capua) |

|  |           |            |
|  | Marcatori | 27’ Braida |

| Arbitro: | Porcelli (Lodi) |

|            |           |              |
| Braida 42’ | Marcatori | 21’ De Sisti |

| Arbitro: | R. Lattanzi (Roma) |

|                                                                         |           |  |
| Catania 16’, 27’ Braida 39’, 49’ A. Scala 48’, 64’ (rig.) Carnevali 71’ | Marcatori |  |

| Arbitro: | Torelli (Milano) |

|                |           |  |
| G. Savoldi 85’ | Marcatori |  |

| 10 settembre 1972 5ª giornata |  | – Turno di riposo CESENA |  |  |

## Statistiche

### Statistiche di squadra
| Competizione | Punti | In casa | In casa | In casa | In casa | In casa | In casa | In trasferta | In trasferta | In trasferta | In trasferta | In trasferta | In trasferta | Totale | Totale | Totale | Totale | Totale | Totale | DR  |
| Competizione | Punti | G       | V       | N       | P       | Gf      | Gs      | G            | V            | N            | P            | Gf           | Gs           | G      | V      | N      | P      | Gf     | Gs     | DR  |
| ------------ | ----- | ------- | ------- | ------- | ------- | ------- | ------- | ------------ | ------------ | ------------ | ------------ | ------------ | ------------ | ------ | ------ | ------ | ------ | ------ | ------ | --- |
| Serie B      | 49    | 19      | 13      | 6       | 0       | 26      | 5       | 19           | 4            | 9            | 6            | 10           | 16           | 38     | 17     | 15     | 6      | 36     | 21     | +15 |
| Coppa Italia | 5     | 2       | 1       | 1       | 0       | 8       | 1       | 2            | 1            | 0            | 1            | 1            | 1            | 4      | 2      | 1      | 1      | 9      | 2      | +7  |
| Totale       |       | 21      | 14      | 7       | 0       | 34      | 6       | 21           | 5            | 9            | 7            | 11           | 17           | 42     | 19     | 16     | 7      | 45     | 23     | +22 |

### Statistiche dei giocatori
| Giocatore     | Serie B  | Serie B | Coppa Italia | Coppa Italia | Totale   | Totale |
| Giocatore     | Presenze | Reti    | Presenze     | Reti         | Presenze | Reti   |
| ------------- | -------- | ------- | ------------ | ------------ | -------- | ------ |
| P. Ammoniaci  | 33       | 0       | 4            | 0            | 37       | 0      |
| F. Battisodo  | 36       | 0       | 4            | 0            | 40       | 0      |
| A. Braida     | 31       | 9       | 4            | 4            | 35       | 13     |
| F. Brignani   | 35       | 2       | 4            | 0            | 39       | 2      |
| V. Canzi      | 11       | 0       | -            | -            | 11       | 0      |
| G. Carnevali  | 27       | 8       | 1            | 1            | 28       | 9      |
| O. Catania    | 27       | 1       | 4            | 2            | 31       | 3      |
| G. Ceccarelli | 37       | 1       | 4            | 0            | 41       | 1      |
| W. Ciappi     | 1        | -1      | -            | -            | 1        | -1     |
| B. Festa      | 26       | 2       | 4            | 0            | 30       | 2      |
| P. Frosio     | 17       | 0       | -            | -            | 17       | 0      |
| E. Lanzi      | 34       | 3       | 4            | 0            | 38       | 3      |
| C. Mantovani  | 38       | -19     | 4            | -2           | 42       | -21    |
| M. Orlandi    | 32       | 4       | 1            | 0            | 33       | 4      |
| M. Pagliacci  | 5        | 0       | -            | -            | 5        | 0      |
| M. Pasqualini | 17       | 2       | 4            | 0            | 21       | 2      |
| P. Righi      | 1        | 0       | -            | -            | 1        | 0      |
| A. Scala      | 35       | 3       | 4            | 2            | 39       | 5      |
| G. Valentini  | 5        | 0       | -            | -            | 5        | 0      |
| L. Zamparo    | 1        | -1      | -            | -            | 1        | -1     |